# Chilips atalodes
Chilips atalodes är en fjärilsart som beskrevs av Edward Meyrick 1917. Chilips atalodes ingår i släktet Chilips och familjen vecklare. Inga underarter finns listade i Catalogue of Life.